# Licenciamento ambiental no Brasil
Licenciamento ambiental é um procedimento administrativo em que o Poder Público autoriza o funcionamento de atividades potencialmente nocivas ao meio ambiente, como a presença e operação de fábricas, empresas e construções civis. O empreendimento licenciado é submetido à fiscalização do Poder Público, que realiza o controle e acompanhamento das atividades visando evitar danos ambientais (BRASIL, 2016).

## Conceito
Castro (2019) afirma que o licenciamento ambiental pode gerar uma autorização ambiental ou a licença ambiental. A autorização é um ato jurídico discricionário com autorização limitada, enquanto a licença é o ato administrativo de natureza jurídica vinculada. O licenciamento ambiental é um conceito amplo, realizado a partir de uma gama de legislações e regulamentações em âmbito federal, estadual e municipal. Todavia, a Resolução nº 237/97 do Conselho Nacional do Meio Ambiente (CONAMA) conceitua o licenciamento como sendo:
Art. 1° Procedimento administrativo pelo qual o órgão ambiental competente licencia a localização, instalação, ampliação e a operação de empreendimentos e atividades utilizadoras de recursos ambientais, consideradas efetiva ou potencialmente poluidoras; ou aquelas que, sob qualquer forma, possam causar degradação ambiental, considerando as disposições legais e regulamentares e as normas técnicas aplicáveis ao caso.
O ato do licenciamento ambiental é apoiado na Constituição Federal de 1988, em seu art. 225, e devidamente regulada por legislações infraconstitucionais. A intenção do licenciamento é conferir ao Estado a reponsabilidade de assegurar o direito dos cidadãos de conviver em meio a um ambiente ecologicamente equilibrado, e para tanto, o Poder Público se assegura do devido cumprimento das regulamentações legais por parte das pessoas jurídicas de direito privado que busquem operar atividades potencialmente poluidoras ou nocivas.
Ou seja, o licenciamento apenas é concedido ao empreendimento que observe todos os requisitos determinados pela lei, para mitigar ou compensar o dano ambiental causado pela atividade. Segundo Brasil (2016), o licenciamento, por ser um procedimento administrativo do Estado, é precário, logo, o Estado pode revogar ou cancelar o licenciamento, caso não sejam observadas as determinações legais de preservação ambiental.
O licenciamento divide-se em vários processos, a depender da natureza do empreendimento a ser licenciado. As licenças ambientais podem ser emitidas isolada ou sucessivamente, dependendo do tipo de atividade a ser licenciada.
- Licença Prévia (LP) - Deve ser obtida enquanto se projeta a atividade. Esta licença certifica que o empreendimento é viável ambientalmente, avaliando sua localização e proposta. Quando se trata de empreendimentos de maior impacto ambiental, é necessária a realização do estudo de impacto ambiental.
- Licença de Instalação (LI) - Deve ser obtida antes da construção do empreendimento, certificando que o projeto finalizado está de acordo com a legislação ambiental. Autoriza a construção do empreendimento.
- Licença de Operação (LO) - Certifica que o empreendimento foi construído de acordo com o previsto no projeto, sob o ponto de vista ambiental. Autoriza que a atividade se inicie.
- Licença de Pesquisa Sísmica (LPS) - Autoriza pesquisas sísmicas marítimas e em zonas de transição e estabelece condições, restrições e medidas de controle ambiental que devem ser seguidas pelo empreendedor para realizar essas atividades.

As autorizações ambientais são concedidas dentro do processo de licenciamento, dependendo do que é necessário ser feito para cada tipo de projeto.
- Autorização de Supressão da Vegetação (ASV) - Deve ser obtida quando é necessário derrubar vegetação natural.
- Autorização de Coleta, Captura e Transporte de Material Biológico (Abio) - Deve ser obtida quando for necessário manipular animais silvestres. São muitos os empreendimentos de grande porte que necessitam essa autorização, pois é necessário efetuar um levantamento da fauna local antes de sua implantação.

O licenciamento ambiental institui um processo contínuo de aprimoramento do gerenciamento ambiental, de forma que o licenciamento é aprovado de forma prévia, de acordo com os estudos ambientais realizados acerca dos danos ambientais, mas pode ser alterado posteriormente conforme for necessário:
Em complementação às medidas preventivas, adotadas nessa fase inicial, e diante das incertezas inerentes de qualquer processo de apreciação, a sistematização do LA preconiza também a possibilidade de revisão e atualização da avaliação procedida, propiciando ajustes e aprimoramentos permanentes ao longo da existência do empreendimento.
Ou seja, o licenciamento é constantemente revisto pelo Poder Público, para averiguar o dano que o empreendimento causa e quais ajustes podem ser realizados para mitigar o dano ambiental. É complexa a precisa conceituação do licenciamento, visto que a legislação trata de cada empreendimento de forma distinta e cada ente federativo pode complementar a legislação federal de acordo com as características do seu meio ambiente.

## Natureza jurídica do licenciamento ambiental
A maior parte dos autores se limita a dizer que o licenciamento ambiental é um procedimento administrativo – como afirma o art. 1º da Resolução nº 312/02 do CONAMA e o inciso I do art. 2º da Lei Complementar nº 140/2011 - e não aprofunda a discussão sobre o assunto. João Eduardo Lopes Queiroz discorda da classificação do inciso I do art. 2º da Lei Complementar nº 140/2011 e do inciso I do art. 1º da Resolução nº 237/97 do CONAMA, ao afirmar que o licenciamento seria um processo administrativo. Mesma opinião de Aurélio Virgílio Veiga Rios, e de Talden Faria, que justifica por se pautar pela publicidade do procedimento, pelo direito de acesso aos autos, pela necessidade do contraditório e da ampla defesa quando houver litigantes, pela obrigação de motivar e pelo dever de decidir especialmente pelo fato de ser exercido por órgãos da Administração Pública. Um dos efeitos da sua classificação como processo administrativo é o aumento do controle social, pois em se tratando de um interesse difuso a coletividade não somente terá acesso aos documentos como poderá atuar como parte interessada. Isso gera mais segurança aos administrados e à própria Administração Pública tendo em vista que o papel e as formas de atuação de cada uma das partes já estariam previamente definidos, além de contribuir para a gestão democrática do meio ambiente e para a cidadania participativa.
A licença ambiental tem uma natureza jurídica própria e possui características específicas que a diferenciam tanto da licença administrativa quanto da autorização, pois caso se admitisse que a licença ambiental é uma autorização e que por consequência pudesse ser revogada a qualquer momento pela simples discricionariedade da Administração Pública, não existiria segurança jurídica para as atividades econômicas de uma maneira geral. Por outro lado, querer que a licença ambiental se perpetue no tempo seria legalizar a degradação ambiental e instituir o direito adquirido a degradar o meio ambiente e a ir de encontro à qualidade de vida da coletividade.

## Órgãos responsáveis
Dependendo de como o empreendimento afeta o meio ambiente, baseando-se principalmente na abrangência territorial de seus impactos, diferentes órgãos ambientais estatais podem emitir licenças. O processo de licenciamento, no entanto não pode ser conduzido por mais de um órgão e nenhum empreendimento está sujeito a se licenciar em mais de uma instância. Esses órgãos, em conjunto com o Conselho Nacional do Meio Ambiente e com o Ministério do Meio Ambiente, formam o SISNAMA - Sistema Nacional do Meio Ambiente.
- IBAMA - O Instituto Brasileiro do Meio Ambiente e dos Recursos Naturais Renováveis conduz o processo de licenciamento na esfera federal. Para um empreendimento ser licenciado por este órgão, em geral, seu impacto ambiental deve ultrapassar o território de mais de um estado. Outros casos em que atua são empreendimentos que afetem bens da União (rios, terras, mar territorial, terras indígenas) ou que envolvam radioatividade.
- Órgãos estaduais de meio ambiente - Licenciam atividades, de forma geral, cujos impactos ultrapassem mais de um município de um mesmo estado. Também atuam quando a atividade afete bens estaduais. Um estado somente pode licenciar empreendimentos se possuir Conselho Estadual de Meio Ambiente e profissionais habilitados, caso contrário o licenciamento se dará na esfera federal.
- Órgãos municipais de meio ambiente - Licenciam atividades, de forma geral, cujos impactos se restrinjam ao seu território. Um município somente pode licenciar empreendimentos se possuir Conselho Municipal de Meio Ambiente e profissionais habilitados, caso contrário o licenciamento se dará na esfera estadual, ou na federal.

Embora esta seja a divisão inicial de competências para o licenciamento, dada a diversidade brasileira, há muitas exceções. A definição precisa do responsável pelo processo foi normatizada pela Lei Complementar nº 140/2011.

### Outros órgãos envolvidos
Outros órgãos do estado são convidados a se manifestar durante licenciamento, podendo estabelecer exigências para que o órgão ambiental emita as licenças ambientais pretendidas ou, ainda, podendo solicitar ao órgão ambiental que determinado projeto não seja realizado, dependendo das consequências que pode trazer. Esses atores são conhecidos no licenciamento como intervenientes, pois intervêm durante o processo.
- ICMBio - O Instituto Chico Mendes de Preservação da Biodiversidade atua em processos que impactem Unidades de Conservação.
- FUNAI - A Fundação Nacional do Índio intervém quando o empreendimento possa impactar comunidades indígenas, em terras demarcadas ou não.
- FCP - A Fundação Cultural Palmares atua caso o projeto afete comunidades quilombolas ou seus remanescentes.
- IPHAN - O Instituto do Patrimônio Histórico e Artístico Nacional intervém caso o empreendimento possa afetar o patrimônio cultural nacional, constituído tanto como bens materiais (achados arqueológicos, obras arquitetônicas, áreas históricas, obras de arte) como bens imateriais (atividades culturais, músicas, danças).
- INCRA - O Instituto Nacional de Colonização e Reforma Agrária atua nos processos que afetem áreas envolvidas na reforma agrária, como os assentamentos.
- DNPM - O Departamento Nacional de Produção Mineral intervém nos projetos de mineração.
- MS - O Ministério da Saúde usa de suas prerrogativas nos empreendimentos realizadas em áreas endêmicas da malária, visando reduzir o potencial de contaminações.
- CNEM - A Comissão de Nacional de Energia Nuclear autoriza, ou não, o licenciamento ambiental de atividades que envolvam radioisótopos.
- Governos estaduais e municipais - Intervêm nos processos de licenciamento executados por órgão ambiental de outra esfera, quando os impactos possam atingir seus territórios.
- Órgãos dos estados e municípios - Intervêm nos processos de licenciamento que ocorrem em sua área de atuação.

## Licenciamento ambiental federal
A autarquia IBAMA – Instituto Brasileiro do Meio Ambiente e dos Recursos Naturais Renováveis é a entidade responsável pelo licenciamento ambiental a nível da União. Fundamentado no art. 23 da Constituição Federal de 1988, a competência do IBAMA foi concedida pela LC nº 140/11, que define a cooperação dos Municípios, Estados e União nas ações administrativas relativas a proteção ao meio ambiente, combate à poluição e preservação das florestas. Os objetivos fundamentais da cooperação entre os entes federativos é descrito no art. 3º da referida EC:
Art. 3º Constituem objetivos fundamentais da União, dos Estados, do Distrito Federal e dos Municípios, no exercício da competência comum a que se refere esta Lei Complementar: I - proteger, defender e conservar o meio ambiente ecologicamente equilibrado, promovendo gestão descentralizada, democrática e eficiente; II - garantir o equilíbrio do desenvolvimento socioeconômico com a proteção do meio ambiente, observando a dignidade da pessoa humana, a erradicação da pobreza e a redução das desigualdades sociais e regionais; III - harmonizar as políticas e ações administrativas para evitar a sobreposição de atuação entre os entes federativos, de forma a evitar conflitos de atribuições e garantir uma atuação administrativa eficiente; IV - garantir a uniformidade da política ambiental para todo o País, respeitadas as peculiaridades regionais e locais (BRASIL, 2011, art. 3º).
Além disso, define as principais ações administrativas de cada Ente Federativos:
| União | Estados | Municípios |
| formular, executar e fazer cumprir, em âmbito nacional, a Política Nacional do Meio Ambiente; | executar e fazer cumprir, em âmbito estadual, a Política Nacional do Meio Ambiente e demais políticas nacionais relacionadas à proteção ambiental;                                                                        | executar e fazer cumprir, em âmbito municipal, as Políticas Nacional e Estadual de Meio Ambiente e demais políticas nacionais e estaduais relacionadas à proteção do meio ambiente;   |
| exercer a gestão dos recursos ambientais no âmbito de suas atribuições; | formular, executar e fazer cumprir, em âmbito estadual, a Política Estadual de Meio Ambiente; | promover, no Município, a integração de programas e ações de órgãos e entidades da administração pública federal, estadual e municipal, relacionados à proteção e à gestão ambiental; |
| promover ações relacionadas à Política Nacional do Meio Ambiente nos âmbitos nacional e internacional;                                                                                               | promover, no âmbito estadual, a integração de programas e ações de órgãos e entidades da administração pública da União, dos Estados, do Distrito Federal e dos Municípios, relacionados à proteção e à gestão ambiental; | articular a cooperação técnica, científica e financeira, em apoio às Políticas Nacional, Estadual e Municipal de Meio Ambiente;                                                       |
| promover a integração de programas e ações de órgãos e entidades da administração pública da União, dos Estados, do Distrito Federal e dos Municípios, relacionados à proteção e à gestão ambiental; | exercer o controle e fiscalizar as atividades e empreendimentos cuja atribuição para licenciar ou autorizar, ambientalmente, for cometida aos Estados;                                                                    | elaborar o Plano Diretor, observando os zoneamentos ambientais; |
| elaborar o zoneamento ambiental de âmbito nacional e regional; | prestar informações à União para a formação e atualização do SINIMA; | definir espaços territoriais e seus componentes a serem especialmente protegidos; |
| promover o licenciamento ambiental de empreendimentos e atividades: | aprovar o manejo e a supressão de vegetação, de florestas e formações sucessoras em florestas, imóveis rurais e empreendimentos licenciados                                                                               | - exercer o controle e fiscalizar as atividades e empreendimentos cuja atribuição para licenciar ou autorizar, ambientalmente, for cometida ao Município;                             |
| aprovar o manejo e a supressão de vegetação, de florestas e formações sucessoras | aprovar o funcionamento de criadouros da fauna silvestre; | controlar a produção, a comercialização e o emprego de técnicas, métodos e substâncias que comportem risco para a vida, a qualidade de vida e o meio ambiente                         |
| exercer o controle ambiental sobre o transporte interestadual, fluvial ou terrestre, de produtos perigosos.                                                                                          | promover e orientar a educação ambiental em todos os níveis de ensino e a conscientização pública para a proteção do meio ambiente;                                                                                       | promover o licenciamento ambiental das atividades ou empreendimentos: com potencial para causar dano ambiental e localizados em APAs (Área de Proteção Ambiental)                     |
| exercer o controle ambiental da pesca em âmbito nacional ou regional; | exercer o controle ambiental da pesca em âmbito estadual e do transporte pluvial e terrestre de produtos perigosos | Aprovar a supressão e manejo de vegetação de florestas públicas municipais e unidades de conservação municipal, exceto APA, e em empreendimentos licenciados                          |
| controlar a apanha de espécimes da fauna silvestre, ovos e larvas; | | |
| aprovar a liberação de exemplares de espécie exótica da fauna e da flora em ecossistemas naturais frágeis ou protegidos.                                                                             | | |

No âmbito federal, o IBAMA foi criado para cumprir as competências administrativas da União. A Constituição Federal de 1988 dispõe sobre dois tipos de competência dos entes federativos: administrativa e legislativa, de forma que a função executiva é relativa a atuação com base no poder de polícia e a competência legislativa refere-se ao dever de legislar sobre temas de interesse da coletividade. A competência administrativa é comum entre todos os entes federativos, enquanto a competência legislativa é de predominância da União, enquanto Estados e Municípios devem complementar as legislações nacionais (FARENAZA, 2022).
A legislação ambiental brasileira é considerada uma das mais avançadas do mundo, por abordar diversas questões e garantir a preservação de parte considerável do território, superior às áreas de preservação demarcadas em diversos países desenvolvidos. Todos os empreendimentos e construções que possuem potencial de impactar negativamente o meio ambiente passam por um processo de licenciamento ambiental, em que se compromete a adotar medidas que atenuem seu impacto, com o escopo no controle e na compensação ambiental dos impactos causados por tais empreendimentos.
Ainda, a legislação brasileira contempla a participação popular no processo e garante a disponibilidade de recursos para responsabilizar todos os empreendimentos que causem impacto ambiental a compensar os danos ambientais e implantarem planos de recuperação de áreas degradada.

## Legislação nacional
A legislação ambiental brasileira é dispersa por diversos diplomas. Também podem os estados e municípios legislar sobre temas ambientais e até mesmo criar regras, normas e padrões de qualidade específicos para seus territórios, desde que mais exigentes que a legislação presente no ente de maior abrangência territorial no qual estão inclusos.
A Constituição Federal de 1988 dispôs que todos os entes da federação podem legislar concorrentemente sobre meio ambiente (e consequentemente sobre licenciamento ambiental), deu a competência comum à União, aos estados, ao Distrito Federal e aos municípios em preservar o meio ambiente e obrigou a realização prévia de Estudo de Impacto Ambiental para atividades que possam causar significativa degradação ambiental.
A Lei Política Nacional do Meio Ambiente, Lei nº 6.938/1981, criou o processo de licenciamento ambiental no país, como instrumento de preservação da qualidade ambiental.
Este processo foi normatizado pelo Conselho Nacional do Meio Ambiente - CONAMA. São diversas as resoluções editadas que tratam do tema.
- Resolução nº 237/1997 - Determina quais empreendimentos estão sujeitos ao licenciamento ambiental.
- Resolução nº 001/1986 - Determina quais empreendimentos devem obrigatoriamente apresentar Estudo de Impacto Ambiental e Relatório de Impacto Ambiental - EIA/RIMA - no processo de licenciamento.
- Resolução nº 009/1987 - Determina quando deve ser realizada audiência pública no processo de licenciamento.
- Resolução nº 006/1986 - Determina medidas para garantir a publicidade do processo de licenciamento ambiental.
- Outras resoluções aplicáveis a determinada tipologia de empreendimento.

Ainda na esfera federal, a Lei Complementar nº 140/2011 distribuiu as competências de licenciamento, determinando em que casos o processo será executado pelo órgão federal, estadual ou municipal.
Existem também os diplomas estaduais e municipais que tratam do licenciamento ambiental em seus respectivos territórios.
O debate sobre a legislação ambiental vem avançando significativamente nos últimos anos, sobretudo no que se refere ao processo de licenciamento em empreendimentos no setor produtivo. A definição de um novo marco regulatório sobre o licenciamento ambiental é fundamental para viabilizar, dentro dos prazos, o Programa de Parcerias de Investimentos (PPI), no valor de R$ 30 bilhões. O licenciamento ambiental é fator estrutural para criar condições propícias à atração de investimentos, sendo uma variável determinante da competitividade para a economia e empresas.

### Resolução CONAMA nº 237
A Resolução nº 237 do CONAMA é o documento criador dos critérios que embasam o processo do Licenciamento no Brasil, determinando os limites que devem ser observados pelos órgãos responsáveis pelo licenciamento, análise de cada tipo de licença e prazo de validade do licenciamento (BRASIL, 2016).

Todavia, a referida resolução não restringe os órgãos licenciadores a seguir apenas a determinação federal:
No que tange ao desencadeamento do processo de licenciamento ambiental, os órgãos ambientais dispõem de maior autonomia para definição dos próprios procedimentos, embasados em legislações específicas, contribuindo com a utilização de critérios diferenciados ou, mesmo, com a ocorrência do licenciamento de forma discricionária (BRASIL, 2016, p. 48).
A referida resolução norteia a metodologia a ser utilizada pelos Estados, determinando passo-a-passo os procedimentos a serem realizados, que são seguidos pela maioria dos Estados. No que tange aos tipos de empreendimento que estão sujeitos ao licenciamento ambiental, a Resolução nº 237 divide os empreendimentos por categoria, sendo: Extração e tratamento de minerais; Indústria de produtos minerais não metálicos; Indústria metalúrgica; Indústria mecânica; Indústria de material elétrico, eletrônico e comunicações; Indústria de material de transporte (CONAMA, 1997, art. 2º; § 1º).

Além destes, os seguintes empreendimentos também estão sujeito a licenciamento: Indústria de madeira; Indústria de papel e celulose; Indústria de borracha; Indústria de couros e peles; Indústria química; Indústria de produtos de matéria plástica; Indústria têxtil, de vestuário, calçados e artefatos de tecidos; Indústria de produtos alimentares e bebidas; Indústria de fumo; Indústrias diversas; Obras civis; Serviços de utilidade; Transporte, terminais e depósitos; Turismo; Atividades diversas; Atividades agropecuárias e Uso de recursos naturais (CONAMA, 1997, art. 2º; § 1º).
Cabe aos órgãos competentes de cada ente federativo, a definição dos critérios de elegibilidade e detalhamento das atividades sujeitas ao licenciamento, ou seja, os demais Entes Federativos, e seus órgãos competentes, podem complementar a lista de atividades.

Dessa forma, há mais atividades sujeitas ao licenciamento ambiental que não foram previstas na resolução do CONAMA. A lista da referida resolução é exemplificativa, não taxativa, e os demais entes federativos possuem poder de discricionariedade para a inclusão de atividades nesta lista. A depender do impacto que o empreendimento poderá causar ao meio ambiente, define-se critérios distintos:
A exigência do LA pelos órgãos licenciadores estaduais e municipais adota critérios e procedimentos diferenciados sobretudo em relação ao grau de informação requerida ou estudos ambientais. Em geral, nos casos de atividades ou empreendimento identificados de alto potencial impactante, se torna obrigatório a submissão ao processo de avaliação de impactos, mediante a apresentação do estudo ambiental mais completo, o Estudo de Impacto Ambiental (EIA).
Dessa forma, os empreendimentos com potencial para causar amplo dano ao meio ambiente, devem realizar um estudo ambiental mais aprofundado, e são determinados critérios mais rigorosos, enquanto os empreendimentos de baixo potencial poluidor encontram maior facilidade e menos requisitos a serem cumpridos.

## Etapas do licenciamento ambiental
O LA é definido de forma inespecífica na Esfera Federal, que determina os requisitos mínimos e os procedimentos padrão, enquanto compete aos Estados e Municípios a edição de leis complementares para a vigência do LA para cada Ente. De modo geral, o LA deve seguir as fases de: abertura formal do processo, triagem e enquadramento, definição do escopo, estudo do impacto ambiental, análise de conformidade, requerimento da licença, envolvimento público, análise técnica, tomada de decisão por parte do Poder Público, pagamento e acompanhamento, que é a fase final, que dura durante a integralidade da vigência da LA.
Em nível federal, o licenciamento inicia-se com os procedimentos de licenciamento e autorizações para intervenção ambiental federal, e para tanto o empreendedor deve inscrever-se no Cadastro Técnico Federal (CTF), e deve preencher o formulário de abertura do processo (FAP) no portal eletrônico do IBAMA, que irá analisar sobre a competência do Órgão em licenciar o empreendimento. Caso o IBAMA verifique que tal diligência não compete a si, o protocolo é arquivado e o empreendedor é notificado. Caso seja da competência do IBAMA, instaura-se o processo, define-se a equipe técnica responsável e a instância do licenciamento, podendo ser DILIC – Diretoria de LA, ou NLA – Núcleos de LA (BRASIL, 2016).
Após a instauração da comunicação formal entre o órgão e o empreendedor, realizam-se reuniões entre as partes e define-se o escopo do Estudo Ambiental, para que de acordo com as características do ambiente que será utilizado e as particularidades do empreendimento, defina-se o impacto possivelmente causado e as medidas mitigatórias. Caso decida-se realizar vistorias técnicas do estudo, o IBAMA possui competência privativa e pode desaprovar o método utilizado (BRASIL, 2016).
O IBAMA emite o Termo de Referência para o Estudo Ambiental (EA), e compete ao empreendedor a publicação do mesmo em Diário Oficial da União e a apresentação do requerimento e pagar as eventuais taxas de licença para realização DO EA. O burocrático e longo processo, que possui o escopo na preservação ambiental, portanto busca-se confirmar a compatibilidade do empreendimento no local desejado, segue com a análise técnica do EA por parte do IBAMA, e inicia-se a fase de audiências públicas. Caso não haja interesse do IBAMA e da coletividade em audiências públicas, o IBAMA emite seu parecer acerca do EA.
Caso haja demanda por audiência pública, publica-se o edital de convocação em Diário Oficial, e realiza-se a audiência pública. Após a audiência pública, o IBAMA delibera sobre a concessão ou não da Licença Prévia (LP), que autoriza a localização para o empreendimento. Caso seja indeferida a LP, o empreendedor pode interpor recurso (BRASIL, 2016).
Castro (2019) afirma que após a autorização da LP, inicia-se a fase técnica, em que o IBAMA verifica o EA, o analisa, demanda aprimoramentos ao empreendedor, emite parecer técnico e o disponibiliza em portal virtual. Após a emissão do parecer técnico, efetivamente a LP é concedida ao empreendedor.
O tramite para a obtenção da LI – Licença de Instalação, documento que permite a instalação do empreendimento, fixa o cronograma para a realização das atividades mitigadoras de danos, implantação do sistema de controle ambiental e inicia-se as obras para construção do empreendimento (CASTRO, 2019).
O empreendedor deve requerer a concessão de LI, que passará pelo mesmo processo da concessão de LP, até ser finalizado com o parecer técnico do IBAMA, e será seguido pela entrega de relatórios finais, plano de uso do entorno e demais documentos necessários para a efetiva concessão do LI (RUSCH; KRULL, 2017).. Para o requerimento da LO – Licença de Operação, que permite o funcionamento do empreendimento, o processo é idêntico: requerimento formal, análise dos documentos, vistorias técnicas, elaboração e publicação do parecer técnico, autorização e concessão do LO, que deverá ser renovado após o término da validade, que varia de acordo com o empreendimento e a lei estadual/municipal (CASTRO, 2019).

## Estudo de impacto ambiental
O EA ou EIA – Estudo de Impacto Ambiental é o procedimento científico e técnico realizado pelo empreendedor para estimar os riscos ao meio ambiente ocasionados por seu futuro empreendimento. Deve ser realizado previamente ao início das construções e aprovação do empreendimento e o órgão licenciador baseia-se no EIA realizado pelo empreendedor, ratificado tecnicamente pelo órgão, para dirimir sobre a concessão do LA. O EIA, e o relatório de impacto ambiental – RIMA, foram instituídos pela lei nº 6.938/81, que institui a Política Nacional do Meio Ambiente e pela Resolução nº 01/86 do CONAMA.

O EIA/RIMA é conceituado da seguinte forma pelo EIA realizado pela CRN-Bio (2021):
O EIA é um estudo técnico, desenvolvido por uma equipe multidisciplinar, que identifica e avalia os Impactos Positivos e Negativos que o projeto pode causar. O Relatório de Impacto ao Meio Ambiente (RIMA) é um documento público que apresenta as informações técnicas mais importantes do EIA em linguagem clara e acessível, conferindo-lhe transparência para que qualquer interessado tenha acesso às informações do projeto (CRN/BIO, 2021, p. 3).
Lopes (2009) destaca que o EIA/RIMA é o principal instrumento de prevenção de degradação ambiental. A resolução nº 01/86 do CONAMA apresenta uma lista, em rol exemplificativo, das obras e atividades que podem causar significativo dano ambiental e estão sujeitas a elaboração do EIA/RIMA. Dentre as atividades, destacam-se: ferrovias, oleodutos, estradas, portos, terminais de minério e petróleo, aeroportos, extração de combustível fóssil e minério, aterro sanitário, exploração econômica de madeira, grandes projetos urbanísticos, grandes projetos agropecuários, entre outros (CONAMA, 1986, art. 2º).
Lopes (2009) afirma, porém, que a lista disposta na legislação do CONAMA trata apenas de rol exemplificativo, ou seja, admite-se a possibilidade de outros tipos de empreendimento serem obrigados a realizar EIA/RIMA ainda que não estejam nesta lista. O escopo do EIA, ou seja, o objeto a ser estudado e as prioridades do empreendimento variam de acordo com o projeto apresentado, e a realização do EIA é condicionada a autorização prévia do órgão licenciador.

Os estudos devem ser realizados por uma ampla equipe:
Constata-se, dessa forma, que o EIA/RIMA deve ser realizado por uma equipe técnica multidisciplinar que contará com profissionais das mais diferentes áreas, como, por exemplo: geólogos, físicos, biólogos, psicólogos, sociólogos, advogados, entre outros, os quais avaliarão os impactos ambientais positivos e negativos do empreendimento pretendido. Objetiva-se com isso a elaboração de um estudo completo e profundo da pretensa atividade.29Só assim o EIA poderá produzir seus efeitos, no sentido de ser protegido o meio ambiente (LOPES, 2009, p. 27).
Silva (2011) afirma que o escopo do EIA deve especificar as diretrizes, procedimentos e os critérios e padrões ambientais a serem atendidos pelo empreendimento. Para orientar e padronizar a elaboração do EIA, os órgãos licenciadores de cada ente federativo pode criar termos de referência, também denominados instruções técnicas, que determinam a forma, padrões e resultados esperados do EIA.
No Estado de São Paulo a CETESB disciplina a realização dos EIA por meio da Decisão da Diretoria nº 247/17/I, de agosto de 2017, que determina como os EIA entregues ao órgão devem ser no que tange aos procedimentos de solicitação, organização e partição dos documentos digitais, partição dos estudos, qualidade e formatação dos EIA, entre outros (CETESB, 2017).
A resolução nº 01/86 do CONAMA, no tocante aos requisitos para elaboração do EIA, estabelece que o estudo deverá atender à legislação vigente, objetivos e princípios da PNMA, analisar, por meio de recursos tecnológicos a viabilidade do projeto, identificar os impactos ambientais causados por todas as fases do projeto e definir os limites da área geográfica potencialmente impactada, considerando a bacia hidrográfica em que o local se encontra (CONAMA, 1986, art. 5º).
O art. 6º da referida Resolução define que o EIA deverá, no mínimo, desenvolver as atividades de diagnóstico ambiental da área de influência, descrição dos recursos ambientais, caracterizando a situação ambiental da área., considerando seu meio físico (subsolo, ar, águas, clima e recursos minerais), meio biológico (fauna, flora e os ecossistemas naturais) e o meio socioeconômico do local, considerando o uso e ocupação do solo, da água, econômica local, impacto socioeconômico do projeto na região, sítios históricos, culturais, entre outros (CONAMA, 1986, art. 6º).
Por fim, solicita que seja realizado um estudo de previsão da magnitude dos prováveis impactos, discriminando os impactos positivos e negativos, diretos e indiretos, a longo e curto prazo, temporários e permanentes, grau de reversibilidade, distribuição do ônus e benefícios sociais do projeto (CONAMA, 1986, art. 6º).

### Licenciamento ambiental x Estudo de impacto ambiental
O licenciamento ambiental e o estudo de impacto ambiental são figuras distintas, muito embora caminhem juntas. Vários tipos de atividades devem ser licenciadas, porém só as que possam causar significativa degradação do meio ambiente precisam realizar o estudo de impacto ambiental (EIA), que é um estudo bem detalhado sobre as socioambientais do empreendimento, e o relatório de impacto ambiental (RIMA). Os empreendimentos passíveis de licenciamento cuja eventual degradação ambiental não seja significativa podem apresentar outros tipos de estudos mais simplificados.
A Resolução nº 237/1997 do CONAMA define quais empreendimentos estão sujeitos ao licenciamento. Já a Resolução nº 001/1986 do CONAMA define quais empreendimentos podem causar significativa degradação do meio ambiente, devendo então realizar o estudo de impacto ambiental. Ambas as listas são exemplificativas, cabendo ao órgão ambiental licenciador avaliar cada atividade quanto à proporção de seus impactos para determinar a necessidade de licenciamento e de execução do estudo de impacto ambiental.
| Atividades | Sujeita ao licenciamento ambiental | Obrigatória a realização de estudo de impacto ambiental |
| --- | ---------------------------------- | --- |
| Indústria da extração e tratamento de minerais Pesquisa mineral, lavra a céu aberto, lavra subterrânea, lavra garimpeira, poços de petróleo e gás. | Sim                                | Extração de minérios, inclusive areia, brita e combustíveis fósseis, qualquer atividade que extraia recursos hídricos. |
| Indústria de minerais não-metálicos Beneficiamento de minerais não metálicos, fabricação de gesso, cerâmica, cimento, amianto e vidro. | Sim                                | Qualquer atividade que utilize carvão vegetal, em quantidade superior a dez toneladas por dia, qualquer atividade que extraia recursos hídricos. |
| Indústria metalúrgica Fabricação de aço, ferro, ligas e outros não ferrosos ou preciosos, metalurgia em geral, fabricação de soldas e anodos, fabricação de estruturas metálicas, têmpera e recozimento de metais. | Sim                                | Complexo e unidade siderúrgica. Qualquer atividade que utilize carvão vegetal, em quantidade superior a dez toneladas por dia, qualquer atividade que extraia recursos hídricos. |
| Indústria Mecânica Fabricação de máquinas, aparelhos, peças, utensílios e acessórios mecânicos. | Sim                                | |
| Industria Eletroeletrônica Fabricação de pilhas, baterias, material eletroeletrônico e eletrodomésticos. | Sim                                | |
| Indústria da Madeira Serraria, desdobra, preservação, fabricação de chapas, fabricação de estruturas e móveis. | Sim                                | Exploração econômica de madeira ou de lenha, em áreas acima de 100 hectares ou menores, se compreender áreas significativas em termos percentuais ou de importância do ponto de vista ambiental, qualquer atividade que utilize carvão vegetal, em quantidade superior a dez toneladas por dia. |
| Indústria da Celulose Fabricação de pasta, papel, papelão e artefatos de papel, papelão ou fibras amassadas. | Sim                                | Qualquer atividade que extraia recursos hídricos. |
| Indústria da Borracha Beneficiamento, fabricação de câmaras, laminados, fios, espumas e artefatos, incluindo látex. | Sim                                | |
| Indústria do Couro e Peles Secagem, salga, curtimento, preparações, fabricação de artefatos e cola animal. | Sim                                | |
| Indústria Química Fabricação de substâncias, combustíveis, derivados de petróleo, de xisto e de madeira, óleos, gorduras e ceras, óleos essenciais, resinas, explosivos, munições, fósforos, concentrados aromáticos, produtos de limpeza e polimento, desinfetantes, inseticidas, germicidas, fungicidas, tintas, vernizes, impermeabilizantes, secantes, fertilizantes, farmacêuticos, sabão, detergente, velas, perfumaria e cosmética, álcool e metanol, além do refino de solventes e óleos. | Sim                                | Complexo e unidade industrial petroquímica, cloroquímica, destilarias de álcool e hulha, qualquer atividade que extraia recursos hídricos. |
| Indústria do Plástico Fabricação de plástico, laminados e artefatos. | Sim                                | |
| Indústria Têxtil e de Calçados Beneficiamento de fibras naturais e sintéticas, fabricação de fios e tecidos, tingimento, estamparia, calçados e seus componentes. | Sim                                | Qualquer atividade que extraia recursos hídricos. |
| Indústria Alimentícia Beneficiamento, moagem, torrefação e fabricação de alimentos e conservas; matadouros, abatedouros, frigoríficos, preparação de pescados, lácteos, açúcar, óleos e gorduras vegetais, fermentos, leveduras, rações animais, vinhos, vinagre, cerveja, malte, chope, outras bebidas alcoólicas, bebidas não alcoólicas, envasamento e gaseificação de água mineral. | Sim                                | Cultivo de recursos hídricos. |
| Indústria do Fumo Fabricação de cigarros/charutos/cigarrilhas e outras atividades de beneficiamento. | Sim                                | |
| Indústria Civil Usinas de concreto, asfalto e serviços de galvanoplastia. | Sim                                | Qualquer atividade que extraia recursos hídricos. |
| Indústria da Construção Obras de rodovias, ferrovias, hidrovias, metropolitanos, barragens, diques, canais retificação de curso d'água, barramento, embocadura, tranposição de bacias, obras de arte. | Sim                                | Estradas de rodagem com duas ou mais faixas, ferrovias. |
| Indústria de Serviços Energia termoelétrica, transmissão elétrica, estação de tratamento d'água e esgoto, tratamento e destinação de resíduos industriais, especiais e urbanos, dragagens, derrocamentos, recuperação de áreas degradadas. | Sim                                | Linhas de transmissão acima de 230 KV, usinas elétricas de qualquer fonte acima de 10 MW, qualquer atividade que use mais de 10 ton de carvão por dia, barragens, saneamento, irrigação, abertura de canais, retificação de cursos, barras, embocaduras e diques, aterros sanitários, processamento e destinação de resíduos tóxicos ou perigosos, extração de recursos hídricos, tratamento de esgoto e seus canais. |
| Indústria dos Transportes Transporte de cargas perigosas, transporte por dutos, marinas, portos, aeroportos, terminais de minério, petróleo e químicos, depósito de químicos e perigosos. | Sim                                | Portos, aeroportos, oleodutos, gasodutos, minerodutos, terminais de minérios, petróleo e químicos. |
| Indústria do Turismo Complexos turísticos, inclusive parques temáticos e autódromos. | Sim                                | |
| Indústria do Urbanismo Parcelamento do solo, criação de distritos e polos industriais. | Sim                                | Distritos industriais e zonas estritamente industriais, projetos urbanísticos, acima de 100 ha ou em áreas consideradas de relevante interesse ambiental. |
| Indústria Agropecuária Projetos agrícolas, criação de animais, projetos de assentamento e colonização agrária. | Sim                                | Complexo e unidade agroindustrial, qualquer atividade que extraia recursos hídricos. |
| Indústria dos Recursos Naturais Silvicultura, exploração econômica da madeira, manejo de fauna exótica, criadouros de fauna silvestre, uso do patrimônio genético, manejo de recursos aquáticos vivos, introdução de espécies invasoras ou geneticamente modificadas, uso da biodiversidade pela biotecnologia. | Sim                                | Exploração econômica de madeira ou de lenha, em áreas acima de 100 hectares ou menores, quando atingir áreas significativas em termos percentuais ou de importância do ponto de vista ambiental. Qualquer atividade que utilize carvão vegetal, em quantidade superior a dez toneladas por dia. |

Com a Lei Complementar nº 140/2011, abriu-se a possibilidade descentralizar os processos de licenciamento ambiental, passando da esfera estadual para a municipal a responsabilidade do licenciamento ambiental de algumas atividades (no geral, atividades que afetem somente a área do município). Cada município descentralizado tem seu próprio procedimento para licenciamento, assim como sua própria lista de documentos, muitas vezes seguem os modelos estaduais, mas o município tem liberdade de adaptar a lista de documentos com a realidade local.

## Outros estudos ambientais
Além dos processo de EIA/RIMA, são necessários outros diversos estudos ambientais, dentre eles:
- RAP – Relatório Ambiental Prévio é o relatório que divulga o estudo da interação do projeto com os elementos físico, socioeconômico e biótico da área, resultado em um relatório ambiental simplificado da área afetada e arredores, pela construção do empreendimento. Este estudo é necessário para a obtenção da LP, auxiliando na decisão do órgão licenciador sobre a viabilidade do empreendimento na área desejada (BRASIL, 2016).
- RAS – Relatório Ambiental Simplificado é, segundo o RAS elaborado pelo Parque eólico Oitis 8, no Piauí (2019), é o documento apresentado como subsídio da LP, contendo informações do diagnóstico ambiental realizado pela equipe multidisciplinar do empreendedor, indicando o impacto ambiental, medidas de controle e compensação e é complementado por outro documento, que detalha exatamente quais ações compensatórias, de controle e mitigação do impacto ambiental serão realizadas.
- RCA – Relatório de Controle Ambiental, deve ser realizado apenas por empreendimento elegíveis para a dispensa de EIA/RIMA, de acordo com a Resolução nº 10/1990 do CONAMA que classifica os empreendimentos em classe I; II; III e IV, de acordo com seu impacto no ambiente. (CASTRO, 2019).
- EAS – Estudo Ambiental Simplificado é o estudo da viabilidade ambiental do empreendimento, abordando os impactos menos significativos e avalia os impactos decorrentes da instalação física do projeto e define as medidas de compensação ou mitigação para a viabilidade ambiental (CASTRO, 2019).
- EIV – Estudo de Impacto de Vizinhança, disciplinado pela lei nº 10.257/01, conhecida como Estatuto da Cidade, que indica que todos os municípios, obrigatoriamente, deverão regulamentar o EIV em lei complementar específica:EIV será executado de forma a contemplar os efeitos positivos e negativos do empreendimento ou atividade quanto à qualidade de vida da população residente na área e suas proximidades, incluindo a análise, no mínimo, das seguintes questões: I – adensamento populacional; II – equipamentos urbanos e comunitários; III – uso e ocupação do solo; IV – valorização imobiliária; V – geração de tráfego e demanda por transporte público; VI – ventilação e iluminação; VII – paisagem urbana e patrimônio natural e cultural (BRASIL, 2001, art. 37).

- EVA – Estudo de Viabilidade Ambiental é o estudo que analisa os fatores que possivelmente inviabilizam o projeto, e diante da identificação destes elementos, realiza recomendações de alteração e propõe alternativas, buscando evitar problemas posteriores durante o processo de obtenção do LA (BRASIL, 2016).

## Prazo de vigência da licença ambiental
Os prazos de vigência da LA variam de acordo com cada órgão. Em São Paulo, o CETESB determina que os empreendimentos licenciados com a LP, um prazo de até dois anos para solicitar a LI e três anos para iniciar as instalações, sob pena de caducidade das licenças LP e LI concedidas (RUSCH; KRULL, 2017).. A LI concedida pode ser prorrogada pelo prazo de dois anos, caso o empreendedor solicite. Já a licença de operação (LO), que é a licença para a efetiva operação das atividades e serviços, possui validade de 5 anos, de acordo com o fator de complexidade “W”:
A Licença de Operação é renovável e terá prazo de validade de até 5 (cinco) anos, a ser estabelecido de acordo com o fator de complexidade conforme o seguinte critério: 2 (dois) anos: W = 4, 4,5 e 5; 3 (três) anos: W = 3 e 3,5; 4 (quatro) anos: W = 2 e 2,5; 5 (cinco) anos: W = 1 e 1,5. Decorrido os prazos mencionados as Licenças de Operação não renovadas perderão sua validade (CETESB, online).
Farias (2020) destaca que a multiplicidade de legislações e prazos de vigência dos LA no Brasil cria relativa insegurança jurídica. O LA é um ato administrativo, que na data de emissão já consta a data de término da vigência, visto que a LA é a concessão para uma atividade específica, em local específico, por prazo específico. Ao findar do prazo, o empreendedor poderá solicitar o requerimento de novo LA e não poderá funcionar sem a autorização, sob pena de crime ambiental. A resolução nº 237/97 do CONAMA determina que o prazo de vigência do LO deve ser de no mínimo 4 e no máximo 10 anos, porém a licença simplificada, destinada à empreendimentos de menor impacto ambiental, o prazo de vigência da autorização podem ser específicos de acordo com o caso, inclusive tendo menos de 4 anos de autorização (art. 18).
Farias (2020) afirma que frequentemente, os órgãos ambientais concedem a renovação do LA por prazos inferiores a 4 anos, sem qualquer justificativa. A renovação por tempo inferior a 4 anos pode ser concedida pelo órgão ambiental à empreendimentos que tiveram um baixo desempenho de preservação durante a vigência do LA anterior, sendo, portanto, uma exceção, e o padrão é o LA respeitar o prazo entre 4 e 10 anos.
A renovação do LA deve ser requerida pelo empreendedor com antecedência mínima de 120 dias antes do vencimento do LA vigente e até a expedição oficial da decisão por parte do órgão competente, o LA é automaticamente renovado, 

## Responsabilização pelo dano ambiental
A responsabilização jurídica pelos danos ambientais causados é uma das mais importantes figuras jurídicas do Direito Ambiental, positivada no Princípio nº 13 da Declaração do Rio de Janeiro de 1992, que determina:
Os Estados deverão desenvolver a legislação nacional relativa à responsabilidade e à indenização referente às vítimas da contaminação e outros danos ambientais. Os Estados deverão cooperar de maneira diligente e mais decidida no preparo de novas leis internacionais sobre responsabilidade e indenização pelos efeitos adversos dos danos ambientais causados pelas atividades realizadas dentro de sua jurisdição, ou sob seu controle, em zonas situadas fora de sua jurisdição.
Além deste, a Constituição Federal de 1988, por meio do art. 225, também prevê a responsabilização por dano ambiental. A responsabilidade civil pelo dano ao meio ambiente pode ocorrer em três vertentes: penal, civil e administrativa, em que determinada modalidade depende das características do caso concreto. O infringimento das legislações ambientais, mormente quanto ao descarte e procedimentos técnicos para uso de agrotóxicos gerar responsabilidade administrativa:
É o caso da responsabilidade administrativa: decorre do poder de polícia do Estado que atua diante das infrações à legislação ambiental e pode gerar desde apreensão de produtos, agrotóxicos proibidos, até suspensão de atividades. 
A responsabilidade civil é ocasionada pela presença do dano e nexo de causalidade. A responsabilidade civil ambiental é necessariamente objetiva, pois dispensa a comprovação do dolo, cabendo apenas demonstrar o nexo de causalidade entre a conduta lesiva e a existência do dano.
Portanto, a culpa é dispensada neste caso, pois independente do dolo do agente, o dano ambiental enseja reparação. Já a responsabilidade penal pode ser incidida caso haja previsão legal de pena restritiva de liberdade, de direito ou multa pela infração a legislação ambiental. Em todos os casos supramencionados, a existência de dano ambiental já é suficiente. Ainda de acordo com os autores, a doutrina determinou que para que seja considerado o dano ambiental para fins de responsabilização do agente, é necessário haver anormalidade, periodicidade e gravidade do prejuízo, sendo a anormalidade a fuga dos padrões estabelecidos ou esperados para a condição do meio ambiente diante de determinada atividade rural.
É considerada, ainda, a gravidade do dano, que é calculada com base na análise da transposição do limite máximo de absorção de agressões que seres humanos e elementos naturais são capazes de suportar (DELGADO, 2008).
Já a gravidade do dano é relacionada ao extrapolação dos níveis que o meio ambiente e os seres humanos podem aguentar, enquanto o periodicidade é relativa à delimitação temporal em que o dano é cometido, ou seja, há quanto tempo o dano ambiental está sendo cometido pelo agente. Moreira; Santos (2017) afirmam que antes de se pensar em responsabilização, deve-se abordar a prevenção ambiental e sua importância, de forma que a conscientização dos agricultores é essencial.
A presente seção pretende coletar e analisar jurisprudências recentes acerca da tutela civil, penal e compensação ambiental, para verificar o posicionamento dos tribunais. Ressalta-se tratar de temática com escassos julgados, o que prejudica a pesquisa.

### Compensação ambiental
A compensação ambiental (CA) no Brasil tem origem na atuação do Conselho Nacional de Meio Ambiente (Conama), que em 1987 determinou a implantação de uma estação ecológica para que obras de grande porte fossem instaladas, no intuito de “fazer face à reparação dos danos ambientais causados pela destruição de florestas e outros ecossistemas” (CONAMA, 1986). Outro marco legal da compensação ambiental no Brasil foi a lei no ano 2000 (Lei nº 9.985/2000, art. 36) que estabelece o Sistema Nacional de Unidades de Conservação da Natureza (SNUC).

### Tutela penal ambiental
No contexto hodierno, a tutela penal ambiental apresenta necessidade indispensável, mormente em casos que a tutela administrativa e civil não surtiram efeitos, ou seja, não foram suficientes para fazer cessar o dano ambiental. A pena privativa de liberdade é aplicada apenas em casos extremos, sendo preferível a aplicação de penas restritivas de direitos. O sujeito ativo do crime ambiental é definido pela lei nº 9.605/98:
O sujeito ativo dos crimes ambientais pode ser qualquer pessoa física imputável (art. 2°, da Lei n° 9.605/98). Considera-se imputável toda pessoa que tenha a capacidade de entender que o fato é ilícito e de agir de acordo com esse entendimento. As sanções penais aplicáveis a pessoa física são as penas privativa de liberdade, a restritiva de direitos e multa (p. 197).
O julgado a ser analisado na presente seção é o Recurso em Habeas Corpus nº 80.485/PR (2017/0016203-2), de relatoria do Ministro Ribeiro Dantas, julgado pela 5ª Turma do Superior Tribunal de Justiça (STJ). No caso em questão, o réu foi autuado por realizar construção em área de preservação permanente às margens de rio, sem a devida autorização da autoridade administrativa competente (BRASIL. Superior Tribunal de Justiça. 5ª Turma. RHC nº 80.485/PR (2017/0016203-2). Rel.: Min. Ribeiro Dantas. Brasília: STJ, 16/02/2018).

Portanto, o réu foi autuado de acordo com o art. 38 da lei nº 9.605/98, que determina:
Art. 38. Destruir ou danificar floresta considerada de preservação permanente, mesmo que em formação, ou utilizá-la com infringência das normas de proteção: Pena - detenção, de um a três anos, ou multa, ou ambas as penas cumulativamente (BRASIL, 1998, art. 38).
Todavia, no ano seguinte, foi emitido em favor do réu autorização para realização de obra que não danificasse o meio ambiente, para serviço de terraplanagem e a obra realizada estaria de acordo com os estudos e projetos entregues à autoridade administrativa estadual. O réu iniciou a construção de piscina, rampa e muro de arrimo às margens do rio (BRASIL. Superior Tribunal de Justiça. 5ª Turma. RHC nº 80.485/PR (2017/0016203-2). Rel.: Min. Ribeiro Dantas. Brasília: STJ, 16/02/2018).
O HC impetrado pela defesa em sede recursal, apreciado pelo TJPR, foi negado com o argumento de que o trancamento da ação penal não teria justa causa. Em seu voto, o Min. relator entendeu não haver comprovação da atipicidade da conduta ou prova sobre a materialidade do delito. Afirmou ainda, que os mecanismos de controle social do Estado para promover o bem estar social devem estar de acordo com o princípio da Fragmentariedade e da Intervenção Mínima (BRASIL. Superior Tribunal de Justiça. 5ª Turma. RHC nº 80.485/PR (2017/0016203-2). Rel.: Min. Ribeiro Dantas. Brasília: STJ, 16/02/2018).
Diante do exposto, a decisão foi favorável ao réu, concedendo o trancamento da ação penal, baseando sua decisão no princípio da insignificância, que é amplamente aceito pela doutrina e jurisprudência penalista e está relacionado aos princípios supramencionados. Citando jurisprudências da própria Corte, acerca da atipicidade da conduta de pesca de quantidade insignificante, em razão do princípio da insignificância, o recurso foi provido e a ação penal trancada.

Ocorre que o réu já estava em trâmite legal de obtenção de licenciamento, que foi emitido em seu favor um ano após sua prisão, e considerando que a obra não apresenta lesividade ao bem jurídico tutelado, ficou entendido que a prisão do réu constituía flagrante ilegalidade e constrangimento ilegal (BRASIL. Superior Tribunal de Justiça. 5ª Turma. RHC nº 80.485/PR (2017/0016203-2). Rel.: Min. Ribeiro Dantas. Brasília: STJ, 16/02/2018).

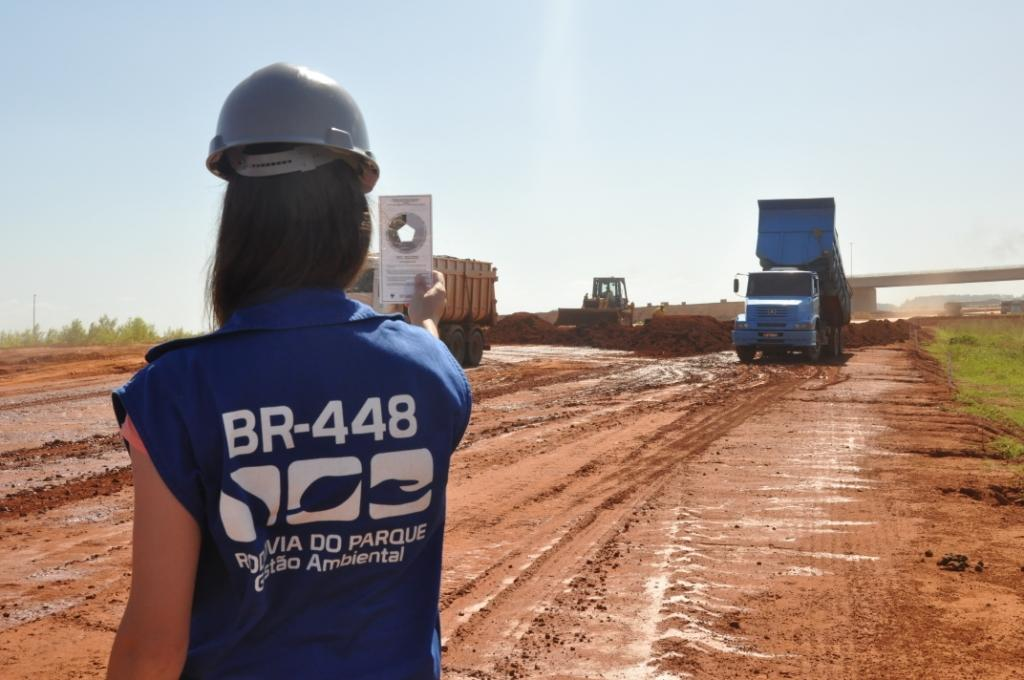
Técnica do Departamento Nacional de Infraestrutura de Transportes avalia a emissão de poluentes durante a pavimentação da rodovia BR-448/RS. As rodovias são passíveis do processo de licenciamento ambiental.

O licenciamento ambiental é um instrumento utilizado pelo Brasil com o objetivo de exercer controle prévio e de realizar o acompanhamento de atividades que utilizem recursos naturais, que sejam poluidoras ou que possam causar degradação do meio ambiente. Este instrumento, o licenciamento ambiental, é um processo administrativo que resulta, ou não, na emissão de uma licença ambiental. Foi introduzido no país com a lei da Política Nacional do Meio Ambiente, em 1981.
Da forma como ocorre no Brasil, o licenciamento ambiental pode ser considerado único no mundo, pois engloba três tipos de licença (licença prévia, licença de instalação e licença de operação) que cobrem desde o planejamento até a execução da atividade regulada, englobando todos os aspectos tanto do ambiente natural (meio físico e meio biótico) como do ambiente humano (meio social e meio econômico). Outro ponto singular é a inclusão da avaliação de impactos ambientais (por meio do estudo de impacto ambiental ou de outros tipos de estudos menos exigentes) dentro deste processo, desde que foi criado.
O processo brasileiro foi inspirado nas licenças de controle da poluição do ar e da água, emitidas de forma específica para estes fins em países do hemisfério norte, como as previstas no Clean Air Act e no National Polluant Discharge Elimination System Permit Program, ambas norte-americanas. A diferença é que as licenças ambientais brasileiras são globais, unificando em um certificado todas as medidas de proteção ambiental necessárias a determinado projeto.
Como política pública , o licenciamento ambiental é um instrumento de comando e controle que visa promover o desenvolvimento econômico, mantendo a qualidade do meio ambiente e a viabilidade social, com o objetivo final de promover o desenvolvimento sustentável.

## Licenciamento ambiental no Estado de São Paulo
A CETESB – Companhia Ambiental do Estado de São Paulo é o órgão governamental responsável pelo controle, fiscalização, monitoramento e licenciamento das atividades geradoras de danos ao meio ambiente no Estado de São Paulo. O Decreto nº 8.468/76 dispõe sobre a prevenção e controle da poluição. Trata-se do principal instrumento legal que disciplina o processo de licenciamento no Estado. O Estado de São Paulo utiliza metodologia distinta da recomendação do CONAMA para a classificação dos riscos dos empreendimentos:
No estado de São Paulo, não há uma classificação única de empreendimentos regulamentada por legislação específica. Os empreendimentos e atividades podem ser classificados segundo o fator de complexidade “W”, que pode assumir o valor de 1 a 5, de acordo com a natureza do empreendimento, por Resoluções da SMA e determinação das diretorias da Cetesb. Os critérios para essa classificação são estabelecidos com embasamento técnico por grupos de trabalho da Cetesb, apoiados em Resoluções do Conama, Consema, SMA e legislações federais e estaduais (BRASIL, 2016, p. 435).
O Decreto nº 8.468/76 determina a vedação da liberação de poluentes na água, ar e solo do Estado. O Decreto considera como poluente os elementos com as seguintes características:
I - com intensidade, em quantidade e de concentração, em desacordo com os padrões de emissão estabelecidos neste Regulamento e normas dele decorrentes; II - com características e condições de lançamentos ou liberação, em desacordo com os padrões de condicionamento e projeto estabelecidos nas mesmas prescrições; III - por fontes de poluição com características de localização e utilização em desacordo com os referidos padrões de condicionamento e projeto; IV - com intensidade, em quantidade e de concentração ou com características que, direta ou indiretamente, tornem, ou possam tornar ultrapassáveis os padrões de qualidade do meio-ambiente, estabelecidos neste Regulamento e normas dele decorrentes; V - que, independentemente, de estarem enquadrados nos incisos anteriores, tornem ou possam tornar as águas, o ar ou o solo impróprios, nocivos ou ofensivos à saúde; inconvenientes ao bem estar público; danosos aos materiais, à fauna e à flora prejudiciais à segurança, ao uso e gozo da propriedade, bem como às atividades normais da comunidade (SÃO PAULO, 1976, art. 3º).
Para o lançamento de efluentes oriundos de qualquer fonte poluidora, de forma direta ou indireta, nas águas do Estado, deve-se realizar o teste “cone imhoff” por 1h, e que o resultado apresente que os efluentes possuam materiais sedimentáveis até 1,0Ml/l. Além disso, para o lançamento na água, os efluentes deverão apresentar pH entre 5 e 9, temperatura inferior a 40ºC, substâncias solúveis em hexana até 100ml/L e concentração limitada de minérios, elementos químicos ou metais pesados , como arsênico, cobre, cianeto, chumbo e cádmio (SÃO PAULO, 1976, art. 18).

No interior do Estado, as águas são classificadas de classe I a classe IV, de acordo com a potabilidade e usabilidade da água: Classe I: água destinada ao abastecimento doméstico; Classe II: Água destinada ao abastecimento doméstico após tratamento, irrigação de plantas frutíferas e para realização de atividades recreativas; Classe III: água destinada ao abastecimento doméstico após tratamento e à preservação dos peixes e outros elementos da fauna e flora. Classe IV: abastecimento doméstico após tratamento avançado e à irrigação de plantas menos exigentes, para uso industrial, harmonia paisagística e navegação (SÃO PAULO, 1976, art. 7º).
O referido Decreto Estadual é especifica as tipologias que devem passar por processo de licenciamento, de acordo com fator de complexidade “W”, que categoriza o risco dos empreendimentos de 1 a 5. Os empreendimentos que apresentam fator de complexidade de 1 a 3, poderão requerer licenciamento simplificado, enquanto os empreendimentos de classificação 4 e 5 deverão ser submetidos ao processo regular, que é mais custoso, burocrático e complexo (BRASIL, 2016).
O fator de complexidade “W” também é utilizado para avaliação dos custos da expedição das licenças. Por fim, no Estado de São Paulo, as modalidades de licenciamento são: Declaração de isenção de atividade isenta; alvará de licença metropolitana; licença simplificada, licença prévia, licença de instalação, de operação, outorga de implantação do empreendimento, licença de execução para extração de águas subterrâneas, conceção de recursos hídricos e autorização para intervenção em área preservada (BRASIL, 2016).